# 12. nadstropje
12. nadstropje je bila slovenska pop glasbena skupina, ki je delovala v osemdesetih letih 20. stoletja. 
Njihova največja uspešnica je Zelene livade s teboj z Opatijskega festivala leta 1985, znani pa so tudi po slovenski izvedbi mednarodnega fenomena Vesele račke (Račji ples). Zaradi sporov v skupini je skupina delovala v več različnih zasedbah najbolj znani sta Butique (uspešnica: Tanja) in najdlje trajajoče 12. nasprotje.
Druge uspešnice skupine so še: Vesele račke (1982), Naturist, Anka kleptomanka, Manekenka, Pesem bolečine (ob smrti Nejca Zaplotnika)
Nastopali so na Slovenski popevki, na festivalih Melodije morja in sonca ter Pop delavnica. Posneli so sedem kaset in CD plošč.
Veljali so tudi za "hišni" ansambel radijskih oddaj in živih predstav Moped šova Toneta Fornezzija - Tofa in mladinske tv oddaje Periskop.
1983 so izdali malo ploščo Pesem bolečine / Poljubi me v slovo.

## Zasedba
- Ivan Hudnik - vokal
- Janez Hvale - bobni, kitara, vokal
- Martin Žvelc - klaviatura, harmonika, vokal
- Sašo Malahovsky - klarinet, saksofon, flavta, bobni
- Edo Sušnik - kitara
- Gal Hartman - violina, kitara, harmonika,
- Zdravko Blažič - bas, vokal
- Jani Tutta - bobni
- Marjan Ogrin - trobenta
- Oliver Antauer - vokal
- Romana Krajnčan (takrat Romana Ogrin) - vokal
- Dominik Trobentar - vokal

Zasedba marca 1983: Sašo Malahovsky, Zdravko Blažič, Martin Žvelc, Romana Ogrin, Edo Sušnik in Janez Hvale. Jeseni 1983 sta skupino zapustila Janez Hvale in Romana Ogrin, pridružila pa sta se bobnar Jani Tutta in pevec Dominik Trobentar.

## Zasedba 12. nasprotje
Skupino je zaradi razprtij z ansamblom 3.1.1985 kot nekakšno nadaljevanje 12. nadstropja uradno ustanovil Janez Hvale.
Med drugim je zmagala ne festivalu Vesela jesen 1987.
zasedba 1985:
- Janez Hvale
- Marko Bitenc
- Slavko Lebar
- Marjan Lebar
- Vojko Sfiligoj

zasedba 1991 (album: Na zdravje):
- Oliver Antauer
- Stanko Vrbek
- Franci Kumer
- Tomaž Sever
- Janez Hvale

zasedba 1997 (album: Ko se zdani):
- Branko Lindič
- Franci Kumer
- Blaž Maselj
- Branko Horvat
- Janez Hvale

zasedba 2006 (album: Marinka):
- Jure Vižintin - kitara, vokal
- Matej Smodiš - bas, vokal
- Tomaž Stradovnik - klaviature, vokal
- Janez Hvale - bobni, kitara, vokal

zasedba 2013:
- Janez Gartnar - kitara
- Franci Kumer - bas
- Andrej Lobanov - klaviature,
- Janez Hvale - bobni
- Polonca Barič - vokal

## Nastopi na glasbenih festivalih

### Melodije morja in sonca
- 1981: Z dežja pod kap
- 1983: Naturist
- 1987: Kristina
- 2005: Za šalo in za res

## Diskografija

### singl plošče
- Dvanajsto nadstropje - Vesele Račke (7", Single) (ZKP RTVL, SD 0285, 1982)
- Dvanajsto nadstropje - Pesem Bolečine / Poljubi Me V Slovo ‎(7", Single) (Helidon, FSP 5-137, 1983)

### kompilacije različnih izvajalcev
- 12. nadstropje - Pop Ljubljana '80 - Dnevi slovenske zabavne glasbe (ZKP RTV, KD 0646 RTVL, 1980) (kaseta) ( Račun brez krčmarja)
- 12. nadstropje - Pop Ljubljana '80 - Dnevi slovenske zabavne glasbe (ZKP RTV, LD 0646 RTVL, 1980) (LP) (Račun brez krčmarja)
- 12. nadstropje - Melodije morja in sonca, Portorož '81 (ZKP RTV, KD 0727 RTVL, 1981) (Iz dežja pod kap)
- 12. nadstropje - Pop rock, Ljubljana 82 (ZKP RTV, KD 0816 RTVL, 1982) (kaseta) (Anka kleptomanka)
- 12. nadstropje - Pop rock, Ljubljana 82 (Helidon, FLP 05-031, 1982) (LP) (Anka kleptomanka)
- 12. nadstropje - Račke in drugi plesi (ZKP RTV, KD 0785, 1982)
- 12. nadstropje - Pop rock, Ljubljana 83 (ZKP RTV, KD 0892 RTVL, 1983)
- 12. nadstropje - Oh ne, Cherie in druge pesmi (ZKP RTV, KD 0981 RTVL, 1984)
- Grupa 'Dvanaesto nadstopje' - JRT - Dani Jugoslavenske zabavne muzike - Opatija '85 (Jugoton, CAY 1646, 1985) (kaseta) (Zelene livade s teboj)
- Grupa 'Dvanaesto nadstopje' - JRT - Dani Jugoslavenske zabavne muzike - Opatija '85 (Jugoton, LSY 62000, 1985) (LP) (Zelene livade s teboj)
- 12. nadstropje - Najboljše ta hip (ZKP RTV, KD 1314 RTVL, 1985)
- 12. nadstropje - Popevka Vesele jeseni '87, Maribor (ZKP RTV, KD 1549 RTVL, 1987)
- 12. nadstropje - The prima best of Moped show von Val 202 (ZKP RTV, KD 0697, 1983)
- 12. nadstropje - Lepa leta Slovenske popevke (Corona, CCX 415, 2001)
- 12. nadstropje - Nogometna hitomania 4 (Coming, CHCD004, 2002)
- 12. nadstropje - Najlepše. vol. 2: 1970-1979 (Corona, CCX-415-2, 2005)
- 12. nadstropje - 5 mesecev za ljubezen (Corona, CCX-CD-11-01, 2011)
- 12. nadstropje - Izbor najlepših slovenskih popevk (CCX-415 Corona, 2015)
- 12. nadstropje - Osemdeseta - desetletje mladih (RTVS ZKP, 115042, 2018)

### 12. nasprotje
- 12. nasprotje - Pesmi iz Periskopa (Partizanska knjiga, A CPR-9, 1985)
- 12. nasprotje - Kornej Čukovski ‎– Šuri Muri Velikan (t.d.s.s.k.d., A CPR-10, 1986)
- 12. nasprotje - Zaljubljen (kaseta, 1989)
- 12. nasprotje - Na zdravje (ZKP RTV, KD204, 1991)
- 12. nasprotje - Zapri oči (kaseta, 1993)
- 12. nasprotje - Tiha noč (CD, 1995)
- 12. nasprotje - Ko se zdani (CD, kaseta 1997)
- 12. nasprotje - Marinka (CD, 2006)